# Long Cours (jeu de société)
Pour les articles homonymes, voir Long cours (homonymie).
Le Long Cours est un jeu de société ou jeu de plateau sur le thème de la marine marchande. Le but du jeu est de vendre et acheter des marchandises entre différents ports.
Publié initialement par Croset Frères à Lyon en 1945, Long Cours a été réédité en 1959, puis, avec de nouvelles règles, dans les années 1970 par Miro,.